# Muhammet Sözer
Muhammet Raci „Memos“ Sözer (* 18. Oktober 1994 in Bielefeld) ist ein deutscher Futsal- und Fußballspieler türkischer Abstammung.

## Werdegang

### Fußball
Muhammet „Memos“ Sözer begann seine sportliche Karriere mit drei Jahren im Fußball beim TuS Lipperreihe in Oerlinghausen und wechselte später zum VfB Schloß Holte. Nachdem er der A-Jugend entwachsen war, schloss sich der offensive Mittelfeldspieler im Jahre 2014 dem Bielefelder Westfalenligisten VfL Theesen an. Sözer kehrte zur Saison 2016/17 zum Landesligisten VfB Schloß Holte zurück. Nach nur einem Jahr ging er wieder zurück zum VfL Theesen und stieg 2018 mit seiner Mannschaft in die Westfalenliga auf. Ein Jahr später wechselte Sözer zum Ligarivalen SC Roland Beckum. Dort spielte er für ein Jahr und wollte zur Saison 2020/21 zum Ligarivalen SV Spexard aus Gütersloh wechseln, da die Beckumer ihre Mannschaft aus der Westfalenliga zurückgezogen haben. Da auch Spexard ihr Team aus der Westfalenliga zurückzog, kehrte Sözer zum VfL Theesen zurück. Für die Theesener absolvierte er aber nur drei Spiele und wechselte dann zum Bezirksligisten SC Hicret Bielefeld. Im Sommer 2024 folgte dann der Wechsel zum VfB Fichte Bielefeld, der gerade aus der Bezirksliga abgestiegen war.

### Futsal im Verein
Seine Futsalkarriere begann er im Jahre 2013 beim MCH Futsal Club Sennestadt aus Bielefeld. Mit den Sennestädtern wurde Sözer auf Anhieb Westfalenmeister 2013/14 und stieg in die erstklassige WFLV-Futsal-Liga auf. Nach einem vierten Platz 2014/15 wurden die Sennstädter in der Saison 2015/16 Vizemeister hinter den Holzpfosten Schwerte. Sözer wurde in dieser Saison mit 28 Treffern Torschützenkönig der Liga. Der MCH Futsal Club Sennestadt qualifizierte sich dadurch für die Deutsche Futsal-Meisterschaft 2016, wo das Team im Viertelfinale gegen den VfL 05 Hohenstein-Ernstthal in heimischer Halle gewann. In diesem Spiel steuerte Sözer einen Treffer sowie die Vorlage zum entscheidenden 5:4 durch Ersin Gül bei. Im Halbfinale scheiterte der MCH Futsal Club Sennestadt trotz zweier Treffer von Sözer beim späteren Titelträger Hamburg Panthers mit 2:5. Beim 2:0-Finalsieg im Futsal-Westfalenpokal 2015/16 gegen die Holzpfosten Schwerte schoss Sözer beide Tore.

### Futsalnationalmannschaft
Im Februar 2016 wurde Sözer vom Bundestrainer Paul Schomann in die deutsche Futsalnationalmannschaft berufen. Sözer gab sein Debüt am 26. Januar 2017 beim Qualifikationsspiel zur Europameisterschaft 2018 gegen Armenien, das die deutsche Mannschaft mit 3:5 verlor. Zwei Tage später erzielte er beim 3:3 gegen Lettland sein erstes Länderspieltor.